# Brachylaena huillensis
Brachylaena huillensis là một loài thực vật có hoa thuộc họ Asteraceae.
Nó được tìm thấy ở Angola, Kenya, Mozambique, Nam Phi, Tanzania, Uganda, và Zimbabwe.
Cây có gỗ rất cứng, phù hợp để làm thành than. Trong thực tế, loài cây này là nguồn nhiên liệu chính của Kenya cho đến năm 1830. Nó vẫn là một nguồn nhiên liệu phổ biến, và trong một số khu vực đang bị đe dọa bởi khai thác quá mức. Điều này đã dẫn đến mối quan tâm từ các nhà bảo tồn về nạn mất môi trường sống cho các loài động vật đặc hữu sống trong rừng mây Brachylaena.